# Sânpetru Almașului
Sânpetru Almașului – wieś w Rumunii, w okręgu Sălaj, w gminie Hida. W 2011 roku liczyła 436 mieszkańców.